# Bélgyulladás

A bélgyulladás (latinul enteritis) a bélrendszer nyálkahártyájának különféle okokból történő megbetegedését jelenti. A latin megnevezés, a görög bél jelentésű enteron szóból származik, melyhez a gyulladásra utaló -itisz végződés kapcsolódik.

## Kórélettana
Leggyakoribb kiváltó okai a vírusos és bakteriális fertőzés. Továbbiak lehetnek a szervezetbe bevitt romlott ételben szaporodó kórokozóknak vagy az antibiotikumok szedése utáni egyes túlszaporodott baktériumoknak méreganyagai, a bélben élő egysejtű élősködők, a bélférgek is. 

## Tünetei
A bélgyulladás tünetei a hasmenés, a görcsölés, a véres széklet, testsúlycsökkenés, étvágytalanság, esetenként láz.